# Université de Corse-Pascal-Paoli
L'université de Corse-Pascal-Paoli (en corse : Università di Corsica Pasquale Paoli) est un établissement français d'enseignement supérieur. Il s'agit de la seule université présente en Corse.
L'université de Corse accueille environ 3 800 étudiants. Son siège est à Corte, capitale historique de la Corse indépendante (1755-1769), dans le département de la Haute-Corse.

## Histoire

### Ancien régime
L'université ouvre ses portes le 3 janvier 1765 à la suite du décret de la dernière consulta de 1763. Le premier recteur est le frère Mariani, qui est aussi professeur en droit civil, droit canon et éthique ; également présent Bonfiglio Guelfucci, qui fut nommé professeur de théologie et d'histoire ecclésiastique ; Leonardo Grimaldi pour la philosophie et les mathématiques. À la suite de la défaite de Ponte Novu et à l'exil de Paoli l'université doit fermer ses portes le 25 juin 1769.

### Époque contemporaine
Dans les années 1970, les nationalistes font pression pour créer une université en Corse et l'installer à Corte, dans le but développer le nationalisme dans l'île.
L’université est créée en 1975 avec des statuts dérogatoires, elle prend des statuts de droit commun en 1982.
Dans le domaine de la recherche, trois plates-formes de recherche et développement ont émergé, en partenariat avec de grands organismes de recherche et des groupes industriels : Myrte et Paglia Orba en matière d’énergies renouvelables ; Stella Mare en matière de ressources halieutiques.
Autonome depuis le 1er janvier 2009, l'université de Corse a créé sa fondation universitaire - « A Fundazione di l'Università di Corsica » -, présidée par Francine Demichel.
L'université de Corse a fait l'objet de soupçons de fraude aux examens en 2018,,.

## Formation

### Unités de formation et de recherche
- UFR Lettres, Langues, Arts, Sciences humaines et sociales
- UFR Droit et Science Politique
- UFR Sciences et Techniques des Activités Physiques et Sportives

### Écoles et instituts
- Institut universitaire de santé
- Institut universitaire de technologie
- Ecole de management et d'économie / Institut d'administration des entreprises
- Institut national supérieur du professorat et de l'éducation
- Ecole d'ingénieurs Paoli Tech

## Recherche
L’université de Corse a articulé son identité scientifique autour de huit projets pluridisciplinaires labellisés par le CNRS :
- énergies renouvelables : étude et gestion des systèmes à source renouvelable d’énergie ;
- les eaux en Méditerranée : étude et gestion de la disponibilité et de la qualité de cette ressource ;
- feux : étude des risques, décisions et politiques publiques dans le domaine des feux de forêt ;
- ressources naturelles : analyse et valorisation des ressources naturelles, notamment des agro-ressources ;
- territoires, ressources, acteurs : analyse des recompositions territoriales dues aux pressions des activités économiques sur l’environnement ;
- identités, cultures : analyse des processus de patrimonialisation et valorisation des patrimoines ;
- simulation informatique et systèmes ubiquitaires : concepts informatiques liés aux « objets intelligents », systèmes embarqués et modélisation et simulation ;
- champs ondes mathématiques et applications (COMPA).

## Vie étudiante

### Évolution démographique
Évolution démographique de la population universitaire 

| 2000  | 2001  | 2002  | 2003  | 2004  | 2005  | 2006  | 2007  |
| ----- | ----- | ----- | ----- | ----- | ----- | ----- | ----- |
| 3 509 | 3 587 | 3 507 | 3 441 | 3 572 | 3 789 | 3 932 | 4 058 |

| 2008  | 2009  | 2010  | 2011  | 2018  | - | - | - |
| ----- | ----- | ----- | ----- | ----- | - | - | - |
| 3 761 | 3 714 | 3 820 | 3 732 | 4 700 | - | - | - |